# Amphiprion akallopisos
Espèce
Synonymes
- Amphiprion akallopisus Bleeker, 1853[1]
- Phalerebus akallopisos (Bleeker, 1853)[1]

Statut de conservation UICN

 LC  : Préoccupation mineure
Amphiprion akallopisos, communément appelé Poisson-clown mouffette ou simplement Clown mouffette, est une espèce de poissons osseux marins de la famille des pomacentridés.

## Description
Amphiprion akallopisos est majoritairement rose-orangé et est parcouru d'un fine bande blanche sur le dos. Celle-ci commence à la pointe de la tête, au niveau de la bouche, et se termine au niveau du pédoncule caudal. La taille maximale est de 11 cm pour les femelles et de 7 cm pour les mâles.

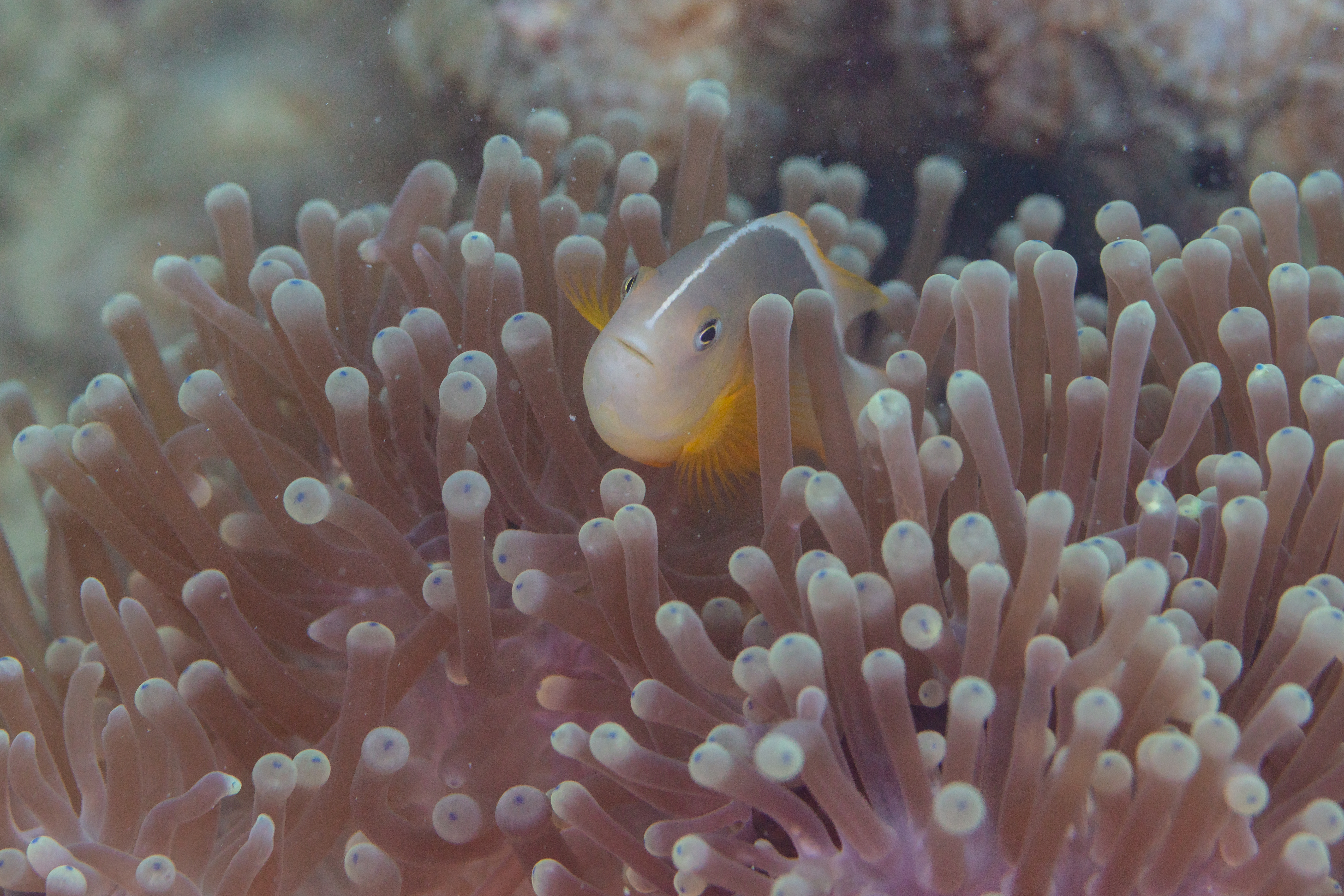
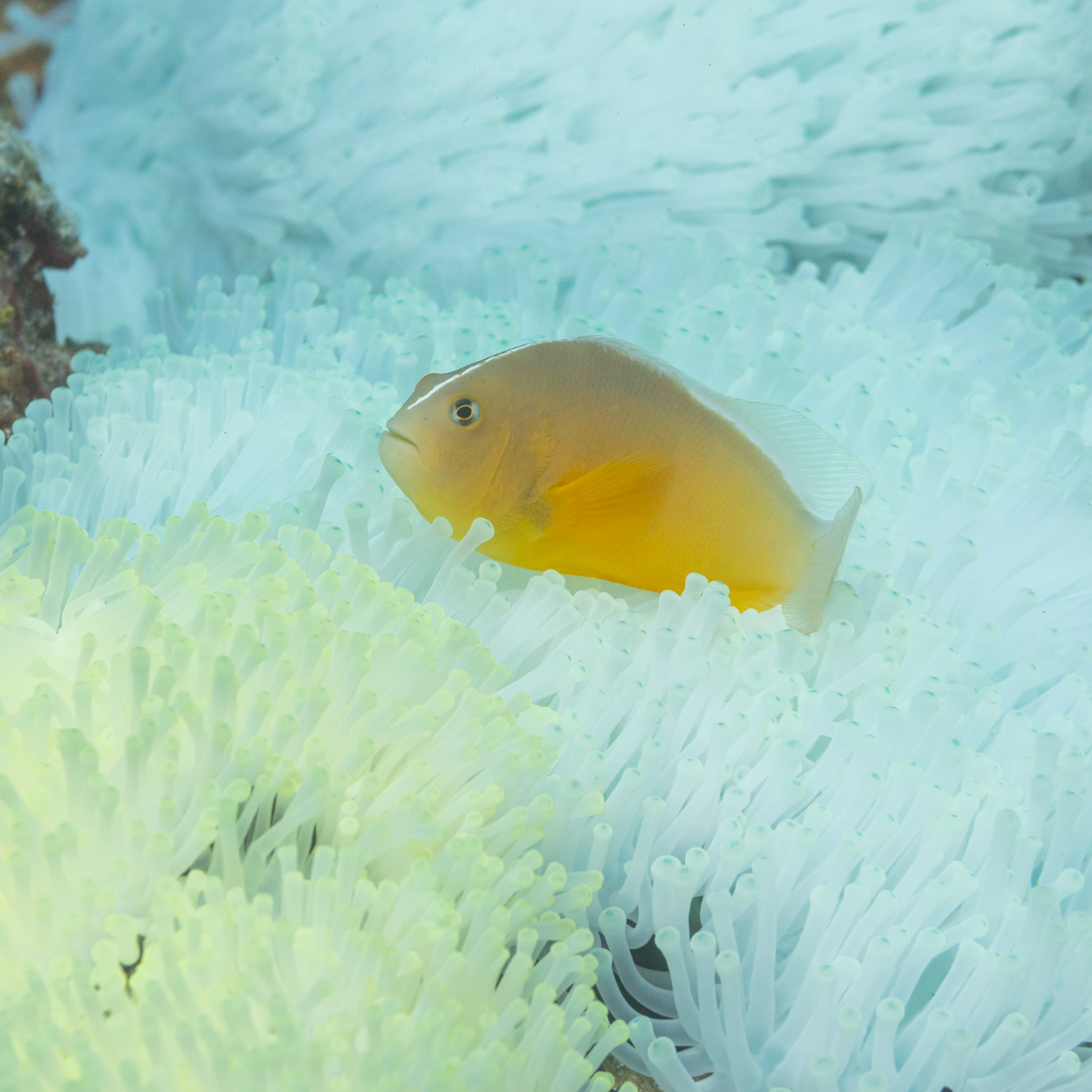
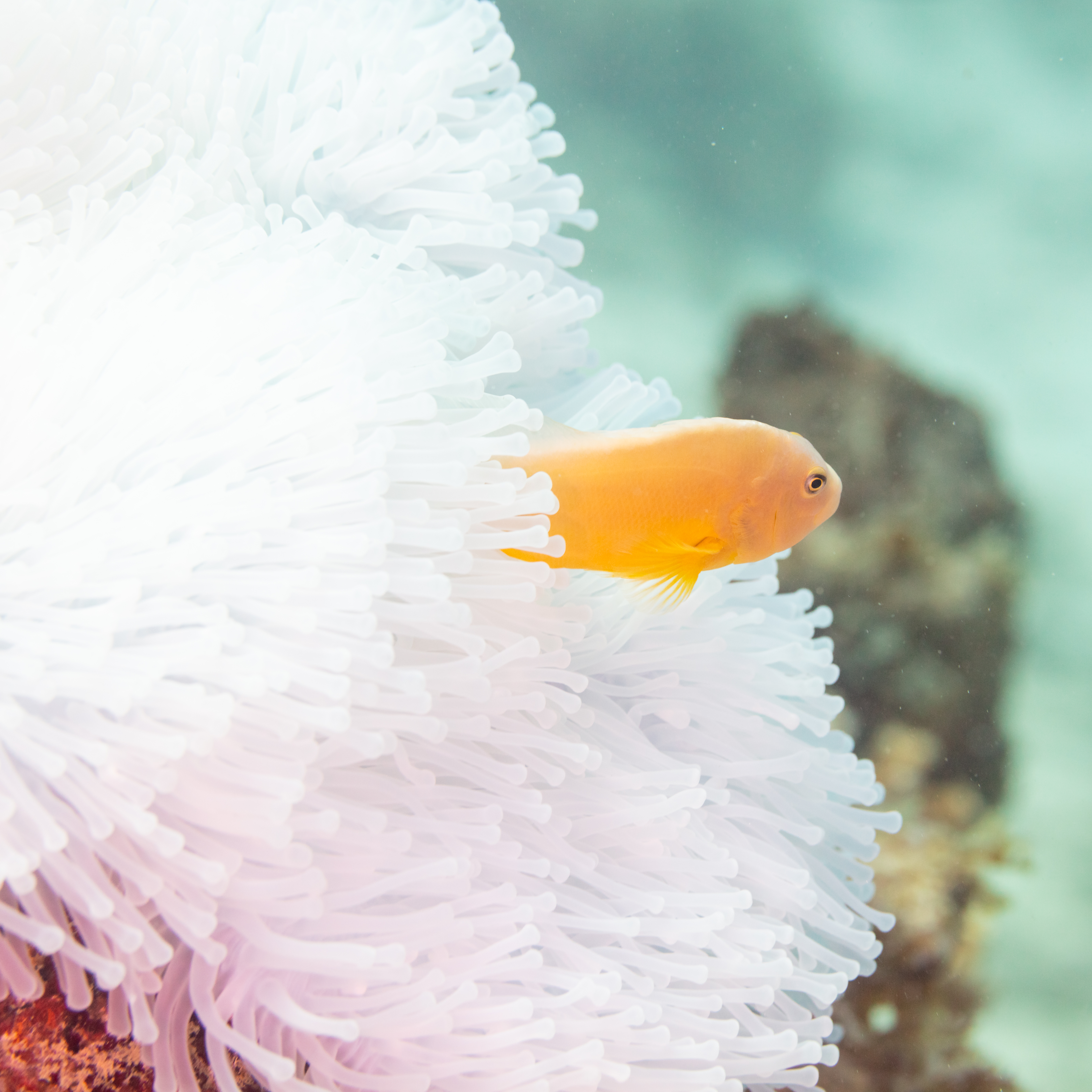
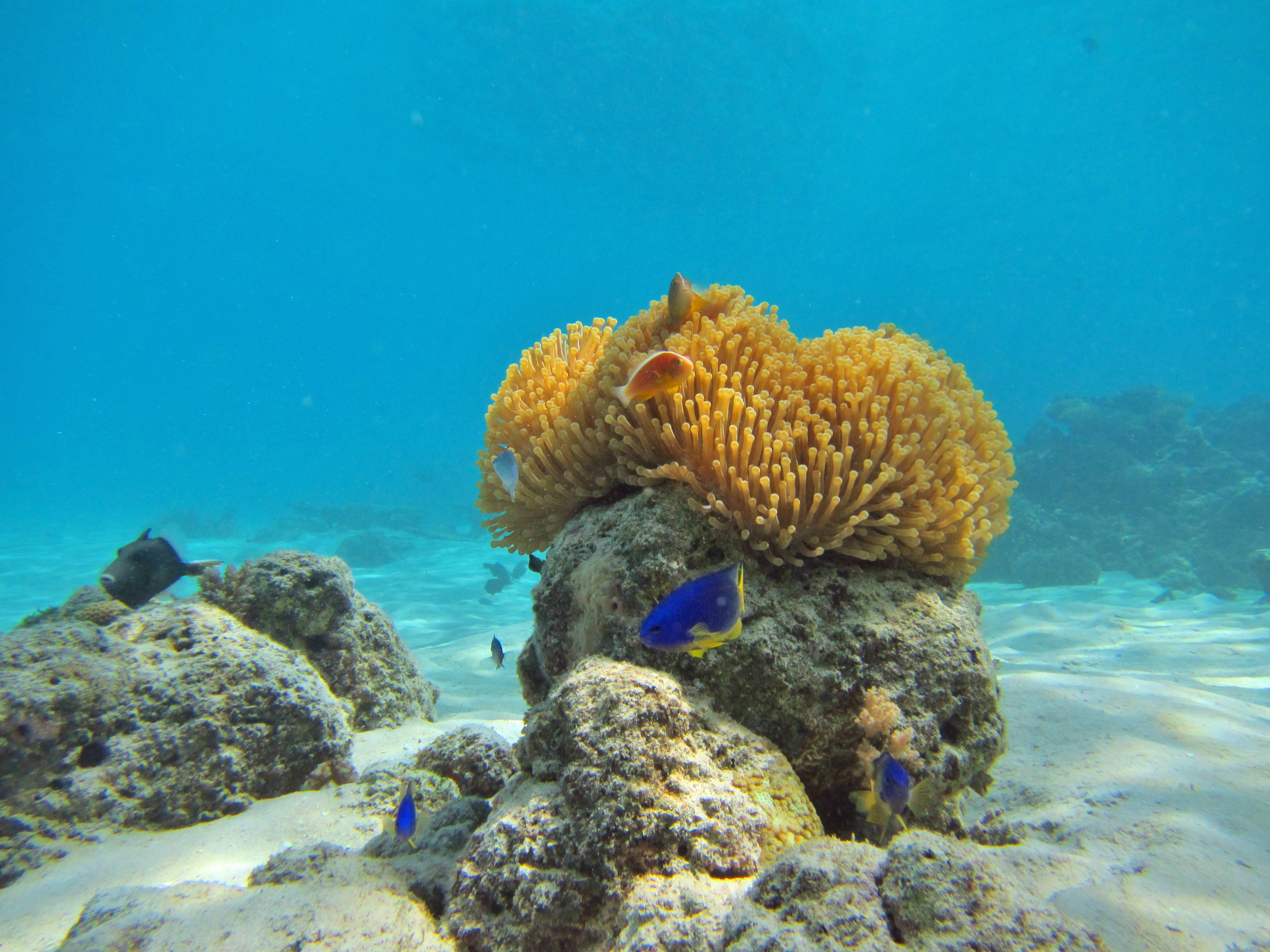
Un couple dans une anémone magnifique (Heteractis magnifica), à Mayotte.

Il vit à des profondeurs entre 3 et 25 mètres.

## Répartition
Amphiprion akallopisos est présent dans l'Indo-Pacifique Ouest : en Afrique de l'Est, Madagascar, Mayotte, Comores, Seychelles, mer d'Andaman, Sumatra ainsi que dans les îles Seribu en mer de Java. Cette espèce est absente des Maldives et du Sri Lanka (remplacée dans cette région par le très proche Amphiprion nigripes).

## Symbiose
Cette espèce vit en association avec les espèces d'anémone de mer Heteractis magnifica et Stichodactyla mertensii,.

## Étymologie
Son nom spécifique, du grec ancien ακαλλωπίσως (akallopisos) « sans ornements », lui a été donné parce que malgré sa grande ressemblance avec Amphiprion ephippium il ne présente pas les bandes verticales chez les juvéniles ni les taches chez les adultes.

## Publication originale
- (de + la) Bleeker, 1853 : Diagnostische beschrijvingen van nieuwe of weinig bekende vischsoorten van Sumatra. Tiental V-X. Natuurkundig Tijdschrift voor Nederlandsch Indië, vol. 4, n. 2, pp. 243-302[8] (texte intégral).